# TV Ano 50
TV Ano 50/Globo Ano 35 foi um documentário produzido pela Rede Globo no ano 2000, homenageando os 50 anos da televisão no Brasil e os 35 anos da Rede Globo. Com participações especiais na apresentação de Xuxa Meneghel, Hebe Camargo, Raul Gil, Fausto Silva, Gugu Liberato, Angélica e Luciano Huck. Teve momentos marcantes no especial como a entrevista no estilo intimidade (do extinto Planeta Xuxa) que a apresentadora Xuxa entrevistou Hebe no sofá. O programa também homenageou as propagandas, o jornalismo o esportes e os infantis.

## Propagandas
O especial lembrou a história da Propaganda no Brasil e personagens apresentaram invadindo cada programa da Rede Globo. Carlos Moreno comandou o programa Mais Você ao lado do Louro José. Charles Paraventi, na época, o Gênio do comercial do Guaraná Antarctica, apresentou o "Domingão do Genião", alusão ao Domingão do Faustão com o Jinglokê. O então Casal Unibanco apresenta o Fantástico, Edgard, do quarteto "Quatro por Quatro" sentou na cadeira do Programa do Jô e entrevistou o apresentador que relembrou sua participação em comerciais. O programa contou tambem com Lequetreque, o boneco da Sadia, dublado por Mário Jorge e a Galinha Azul da Maggi apresentando o Xuxa Park.

## Jornalismo e Esporte
Apresentado por Pedro Bial, o programa mostrou os bastidores do jornalismo na Globo na época e também relembrou os 
jornalistas antigos, no caso: Maurício Loureiro Gama, Gontijo Teodoro, Walter Abrahão, entre outros.

## Infantil
O especial se passou na casa de seu Otacílio (Elias Gleizer) que, com a ajuda dos netos, fazia uma surpresa para a filha Cléo (Suzana Vieira), relembrando vários programas de sua infância, como Teatrinho Trol, Clube do Guri, Vigilante Rodoviário, Vila Sésamo e Globinho.
O programa também relembrou os vários nomes que fizeram sucesso com o público infantil, contando com a participação dos palhaços Carequinha e Arrelia.
Os atores Zilka Salaberry e Tonico Pereira reviveram os personagens Dona Benta e Zé Carneiro do Sítio do Picapau Amarelo (1977-1986) para anunciar a nova versão do programa, que só estrearia no ano seguinte.

## Humorístico
Uma esquete especial  reunindo Ronald Golias e Renato Aragão como os carregadores de um hotel onde 1001 confusões ocorriam. O ator Sérgio Mamberti interpretou o gerente do hotel, enquanto os atores Carlos Machado e Isadora Ribeiro viveram o casal de hóspedes. 